# Jean de Labartette
Jean de Labartette, né le 31 janvier 1744 à Ainhoa (Pyrénées-Atlantiques) et mort le 6 août 1823 en Indochine française (inhumé à Cô-Vuu) est un missionnaire français qui fut vicaire apostolique en Indochine.

## Biographie
Jean de Labartette naît en 1744 au Pays basque français. Ordonné prêtre le 28 février 1772, il rejoint les missions étrangères de Paris l'année suivante. Il part pour sa mission en Cochinchine le 29 novembre 1773.
Il est arrêté en Haute-Cochinchine, où il réside, à deux reprises, puis relâché. Il est nommé coadjuteur de l'évêque d'Adran et évêque titulaire de Vera (de) le 30 mars 1784, mais ne peut être consacré que le 21 septembre 1793 par Jacques-Benjamin Longer.
Il devient vicaire apostolique de Cochinchine, Cambodge et Ciampa en 1799. Il reste en poste, jusqu'à sa mort en 1823.

## Succession apostolique
Jean de Labartette a ordonné les évêques suivants :
- Évêque Jean-André Doussain, M.E.P. (1808)
- Évêque Esprit-Marie-Joseph Florens (en), M.E.P. (1812)
- Évêque Jean-Joseph Audemar (1818)